# Gerichtsamt Schönfeld

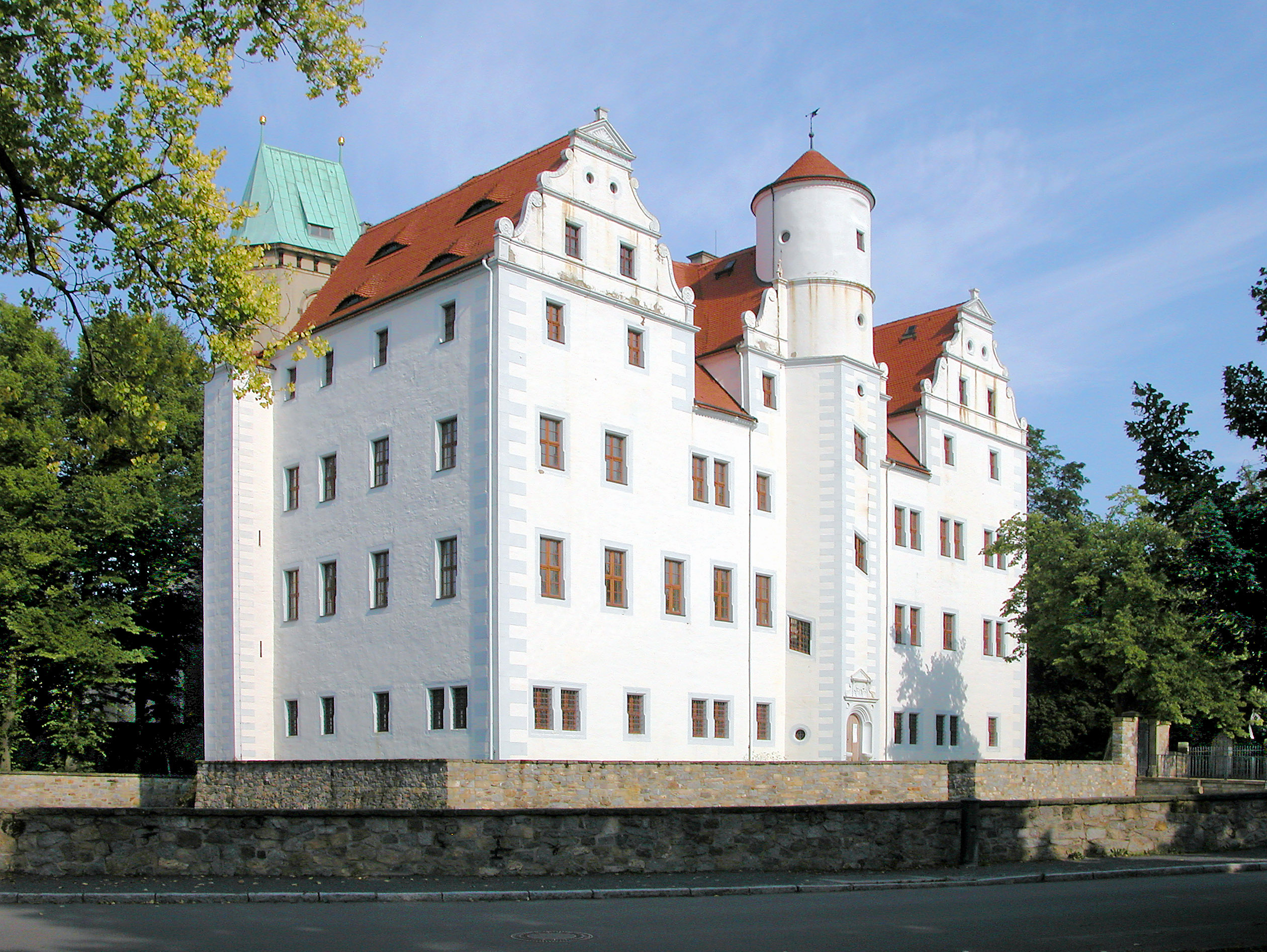
Schloss Schönfeld

Das Gerichtsamt Schönfeld war in den Jahren zwischen 1856 und 1873 die unterste Verwaltungseinheit und nach der Abschaffung der Patrimonialgesetzgebung im Königreich Sachsen Eingangsgericht. Es hatte seinen Amtssitz in Schönfeld, heute einem Stadtteil von Dresden. Sitz der Gerichtes war Schloss Schönfeld.

## Geschichte
Nach dem Tod des sächsischen Königs Friedrich August II. wurde unter der Regierung von dessen Nachfolger König Johann nach dem Vorbild anderer Staaten des Deutschen Bundes die Abschaffung der Patrimonialgesetzgebung verordnet. An die Stelle der bisher im Königreich Sachsen in Stadt und Land vorhandenen Gerichte der untersten Instanz traten die zentral gelegenen Bezirksgerichte und Gerichtsämter in nahezu allen größeren Städten. Die Details der Verwaltungsreform regelten das sächsische Gerichtsverfassungsgesetz vom 11. August 1855 und die Verordnung über die Bildung der Gerichtsbezirke vom 2. September 1856.
Stichtag für das Inkrafttreten der neuen Behördenstruktur im Königreich Sachsen war der 1. Oktober 1856. Aufgelöst wurde das Justizamt Schönfeld. Das neu gebildete Gerichtsamt Schönfeld unterstand dem Bezirksgericht Dresden. Sein Gerichtsbezirk umfasste Schönfeld, Bonnewitz, Borsberg mit Meixmühle, Bühlau, Cunnersdorf bei Helfenberg, Eichbusch, Eschdorf mit Rosinendörfchen, Gönnsdorf, Helfenberg mit Grund, Hosterwitz, Krieschendorf, Malschendorf, Neubühlau, Niederpoyritz, Nieder- und Ober-Rochwitz, Oberpoyritz, Pappritz, Pillnitz, Quohren bei Bühlau, Reitzendorf, Rockau mit Grund, Rossendorf, Schullwitz, Söbrigen, Weißig bei Bühlau, Wünschendorf, Zaschendorf und das Pillnitzer Forstrevier.
Die Verwaltungsaufgaben des Gerichtsamtes Schönfeld wurden im Zuge der Neustrukturierung der sächsischen Gerichtsorganisation gemäß dem Gesetz über die Organisation der Behörden für die innere Verwaltung vom 21. April 1873 in die im Jahre 1874 neugeschaffene Amtshauptmannschaft Dresden mit Sitz in der Stadt Dresden integriert.
1873 wurde das Gerichtsamt Schönfeld aufgelöst und sein Sprengel auf die Gerichtsämter Dresden und Pirna verteilt.